# アントニオ・ファブレス
アントニオ・ファブレス（Antoni Fabrés i Costa、1854年6月27日 - 1938年1月24日）は、スペイン（カタルーニャ）生まれの画家である。イタリアやメキシコ、フランスなどで働いた。

## 略歴
バルセロナ近郊のグラシア(Vila de Gràcia)で生まれた。下絵画家の父親から彫刻と絵画を学び、1867年に13歳で賞を得るなどして、その年バルセロナのジョッチャ美術学校(Escola de la Llotja)に入学し、美術学校では彫刻を学んだ。1875年にイタリア留学の奨学金の得られる賞を受賞し 、ローマに移り、それ以後は主に画家として活動した。ローマではマリアノ・フォルトゥーニ(1838-1874)の影響を受けた「オリエンタリズム」の画家たちの中で活動した。10年ほどローマで活動した後、1886年にバルセロナに戻り、1894年年からはパリに移り、パリの画商、グーピル商会の支援などを受けて人気のある画家になり、パリにスタジオを開いた。
1902年にポルフィリオ・ディアス大統領のもとで近代化を進めるメキシコ政府に招かれて、サンチャゴ・レブル(Santiago Rebull Gordillo: 1829-1902)の後任として、メキシコシティの国立美術学校(Escuela Nacional de Bellas Artes)の美術教師になった。メキシコではアール・ヌーヴォーの様式でディアス大統領の邸の装飾画も描いた。校長との対立などのために1908年にヨーロッパに戻った。
その後も人気のある画家として活動し、1938年にローマで83歳で没した。
1926年にカタルーニャの美術館理事会(Junta de Museus de Catalunya)に多くの作品を寄贈したが、その条件として、彼の作品を展示する回廊の設置を求めたが、何度かのファブレスの抗議にも係わらず、その要求は実現しなかった。

## 作品

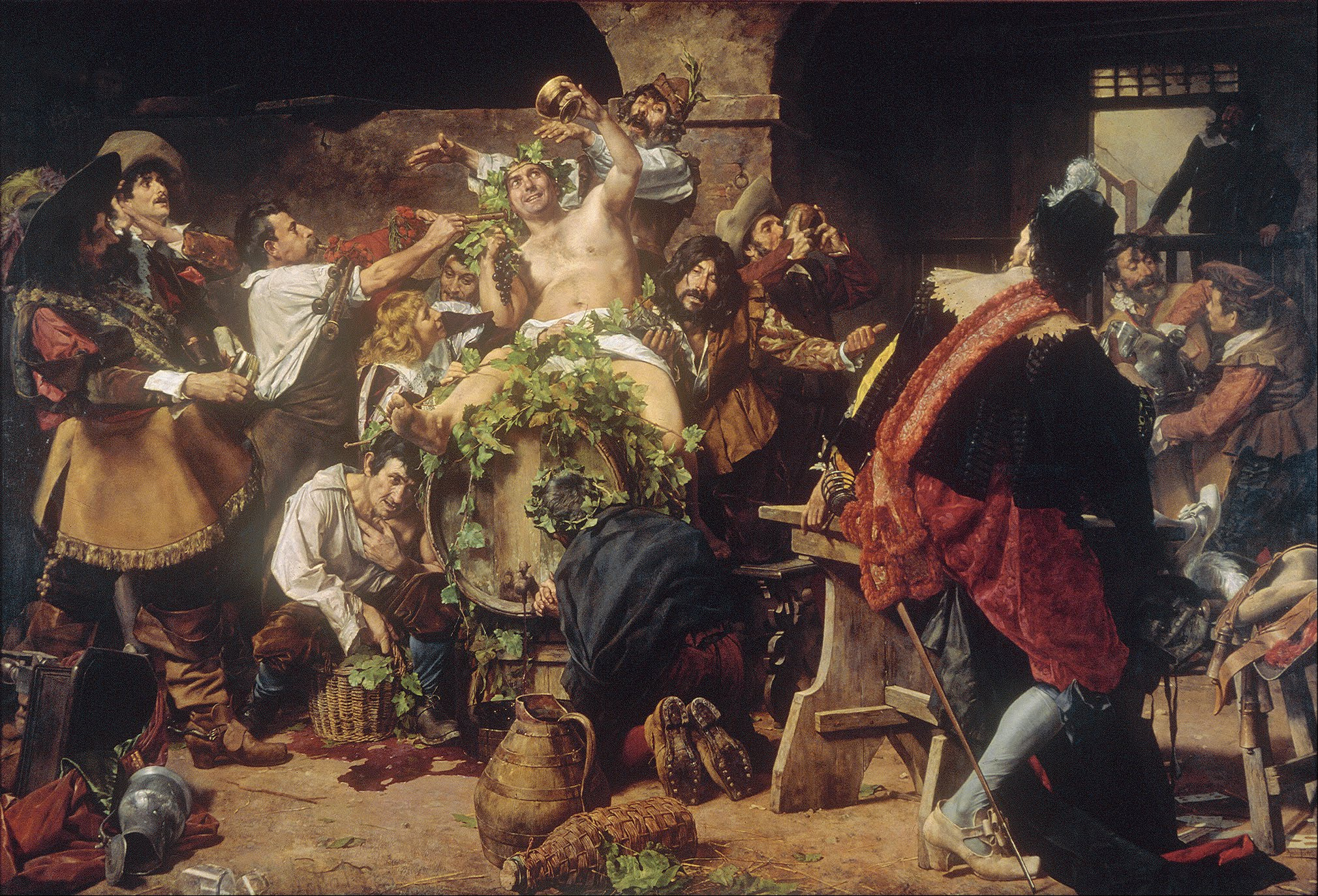
「酔っ払い」(1896) メキシコ国立美術館蔵
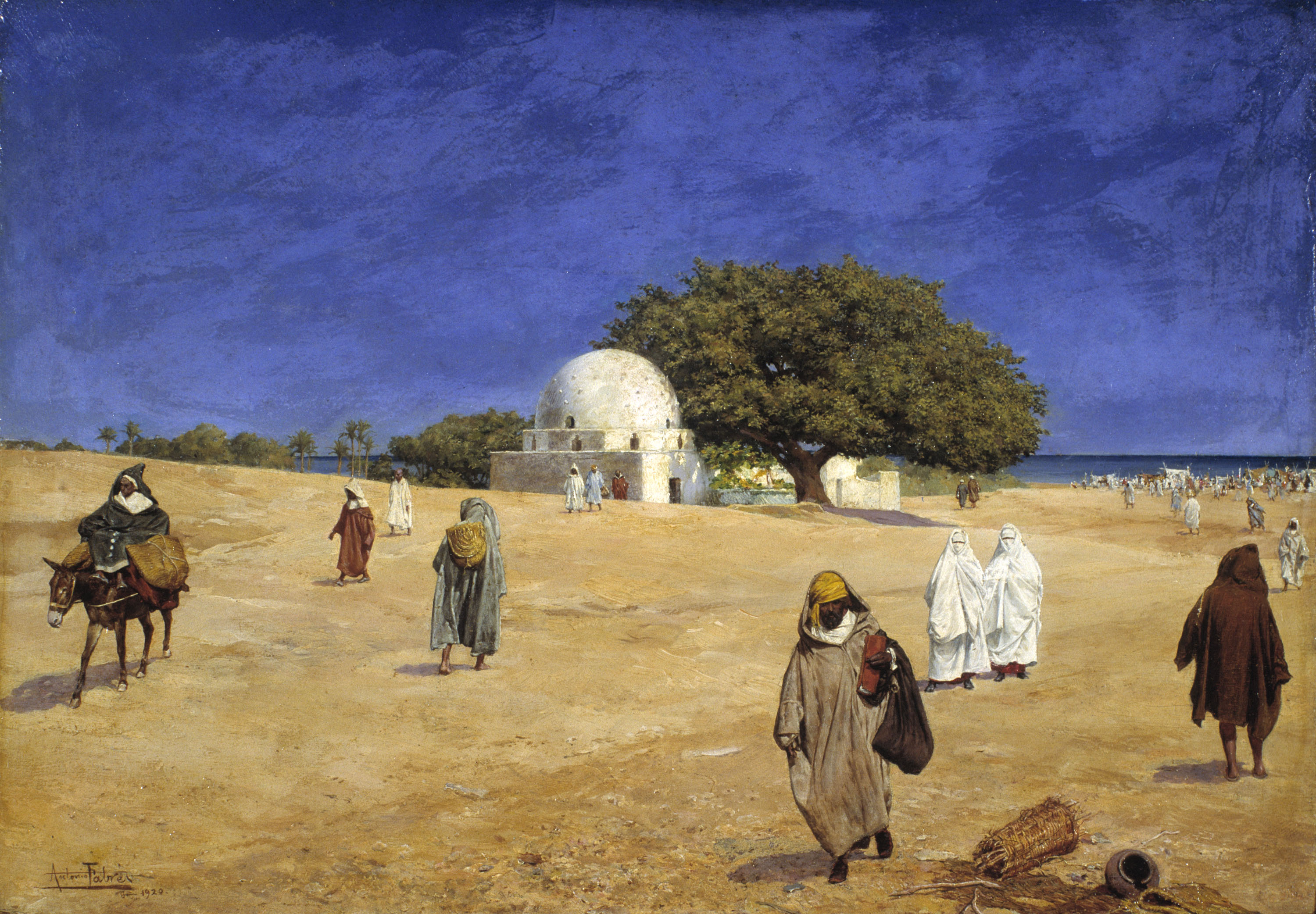
モロッコの巡礼 カタルーニャ美術館蔵
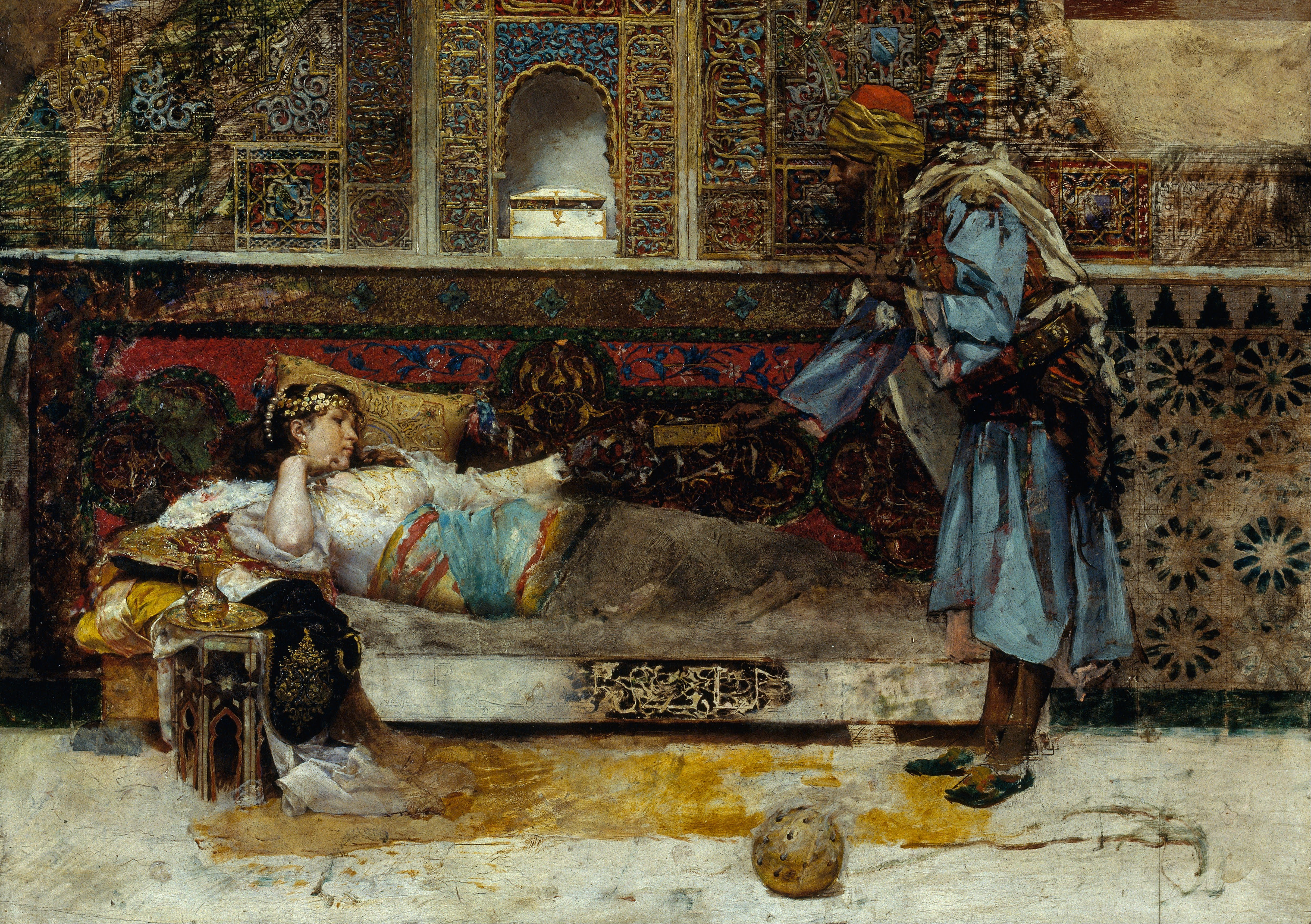
スルタンの贈り物(1885/1886) カタルーニャ美術館蔵

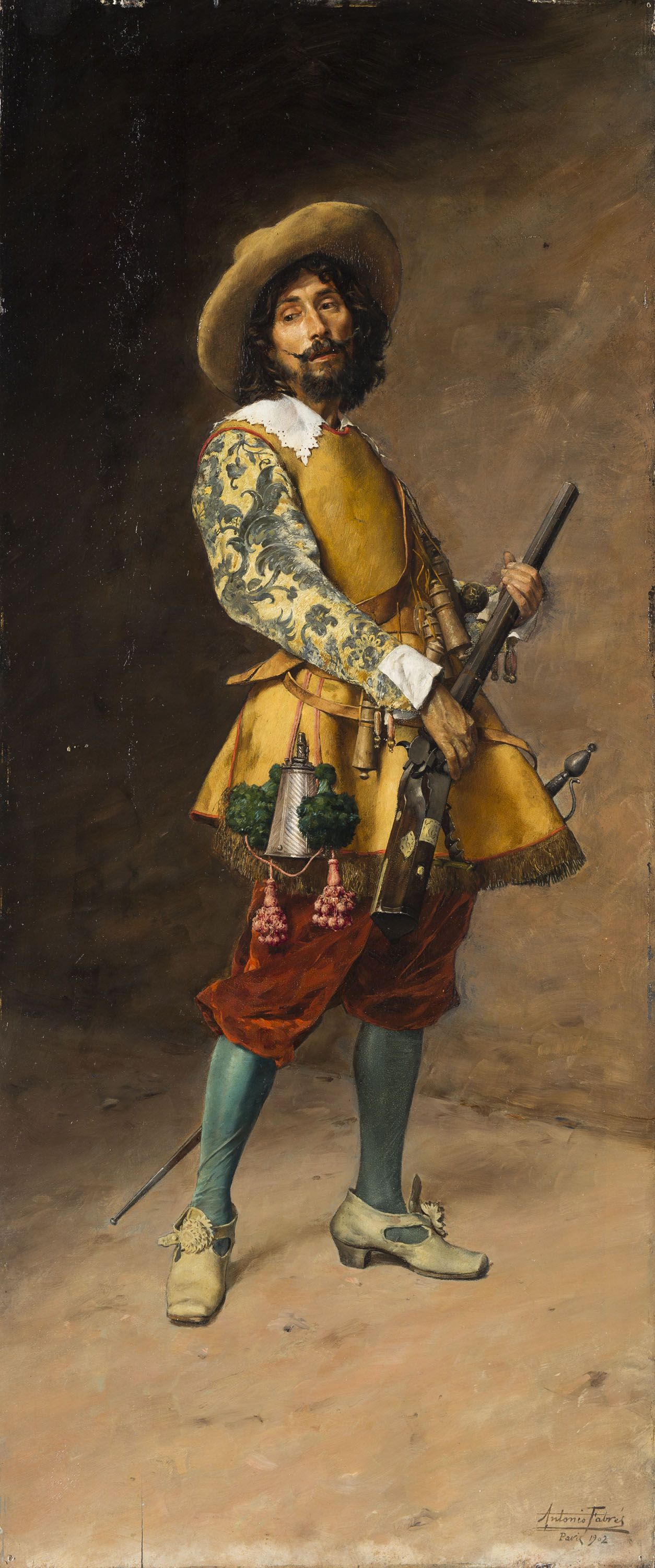
マスケット銃兵(1885/1886) カタルーニャ美術館蔵
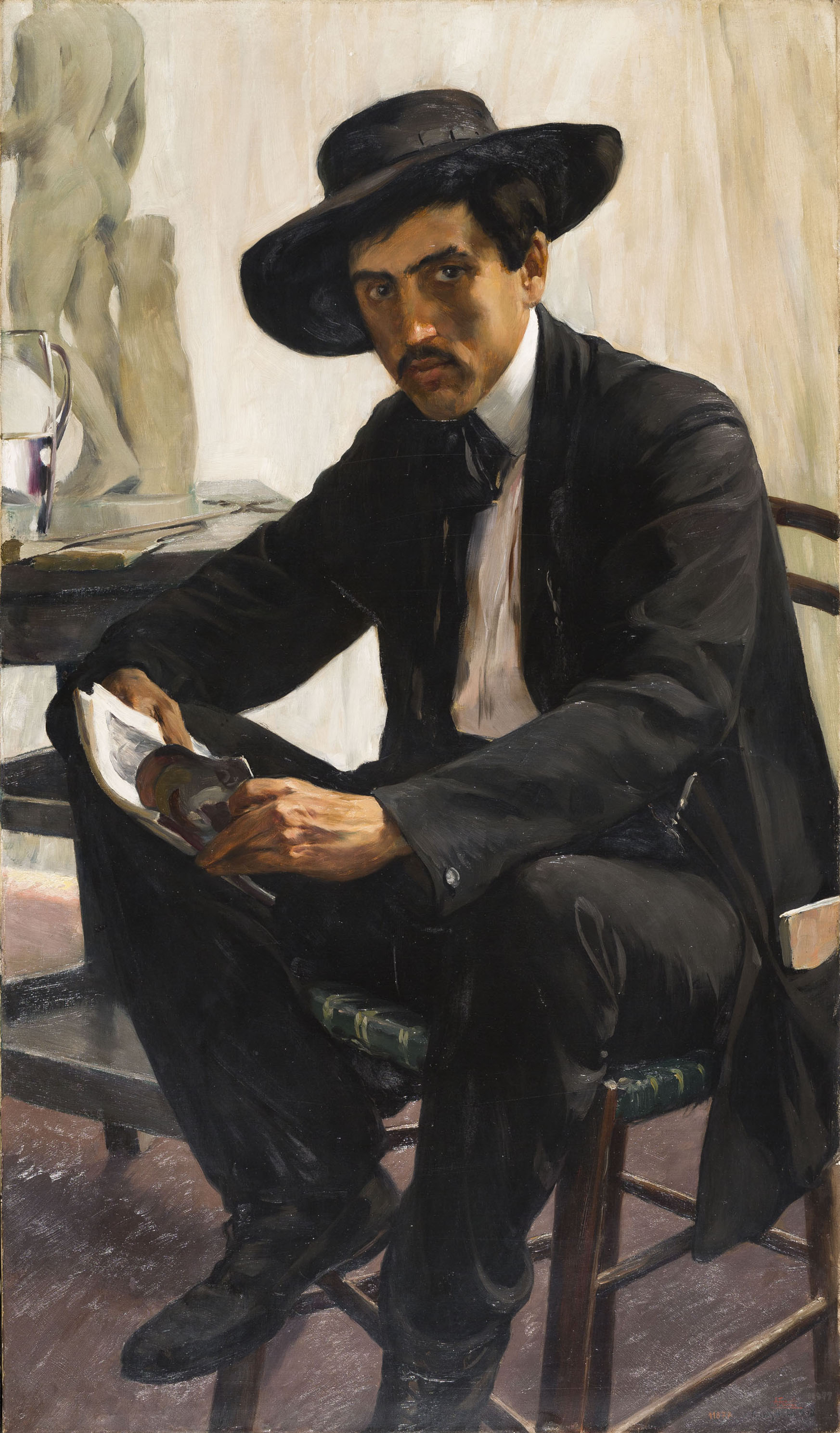
学生サトゥルニノ・エランの肖像画
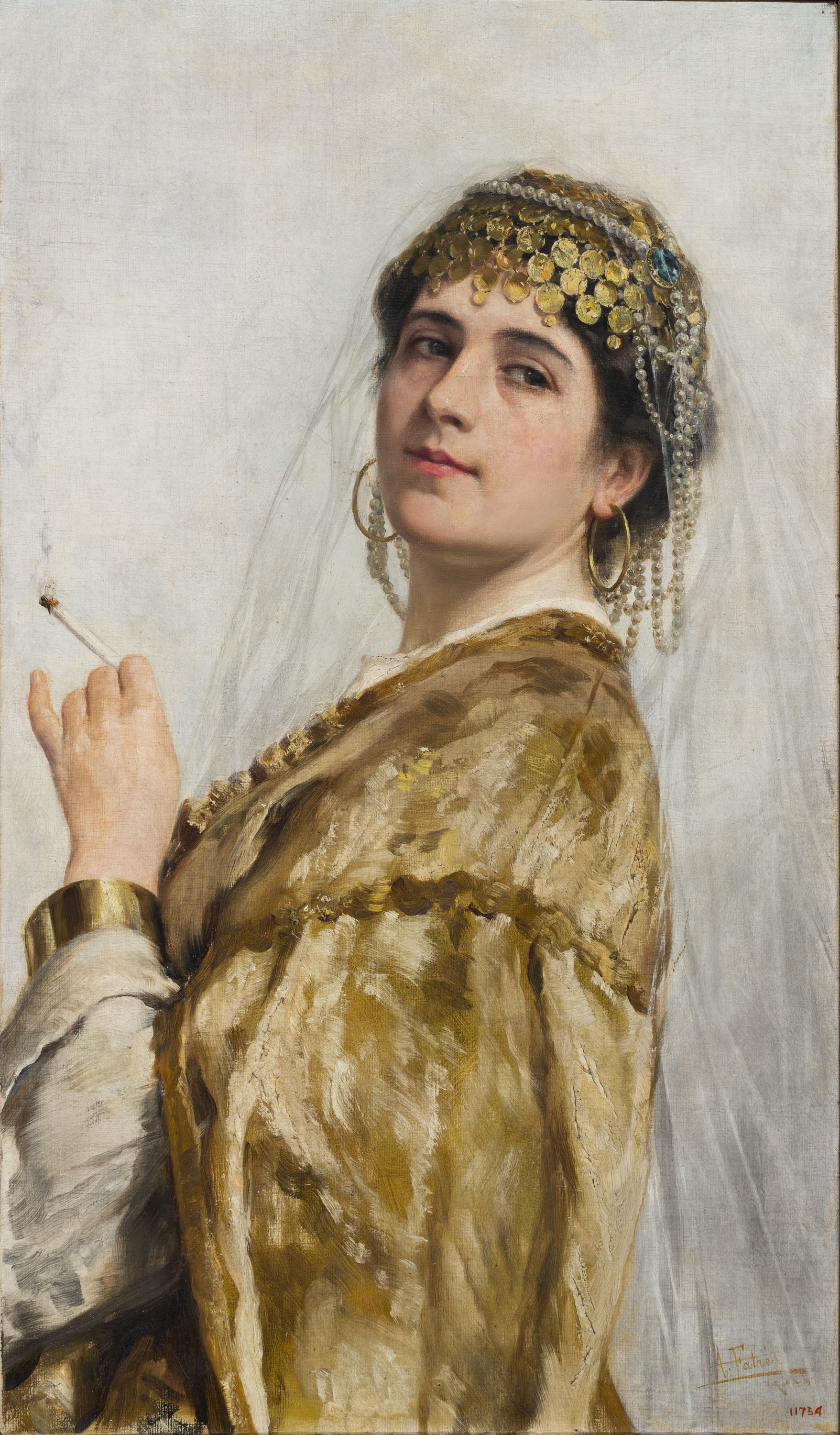
イスラムの美しい王妃 カタルーニャ美術館蔵
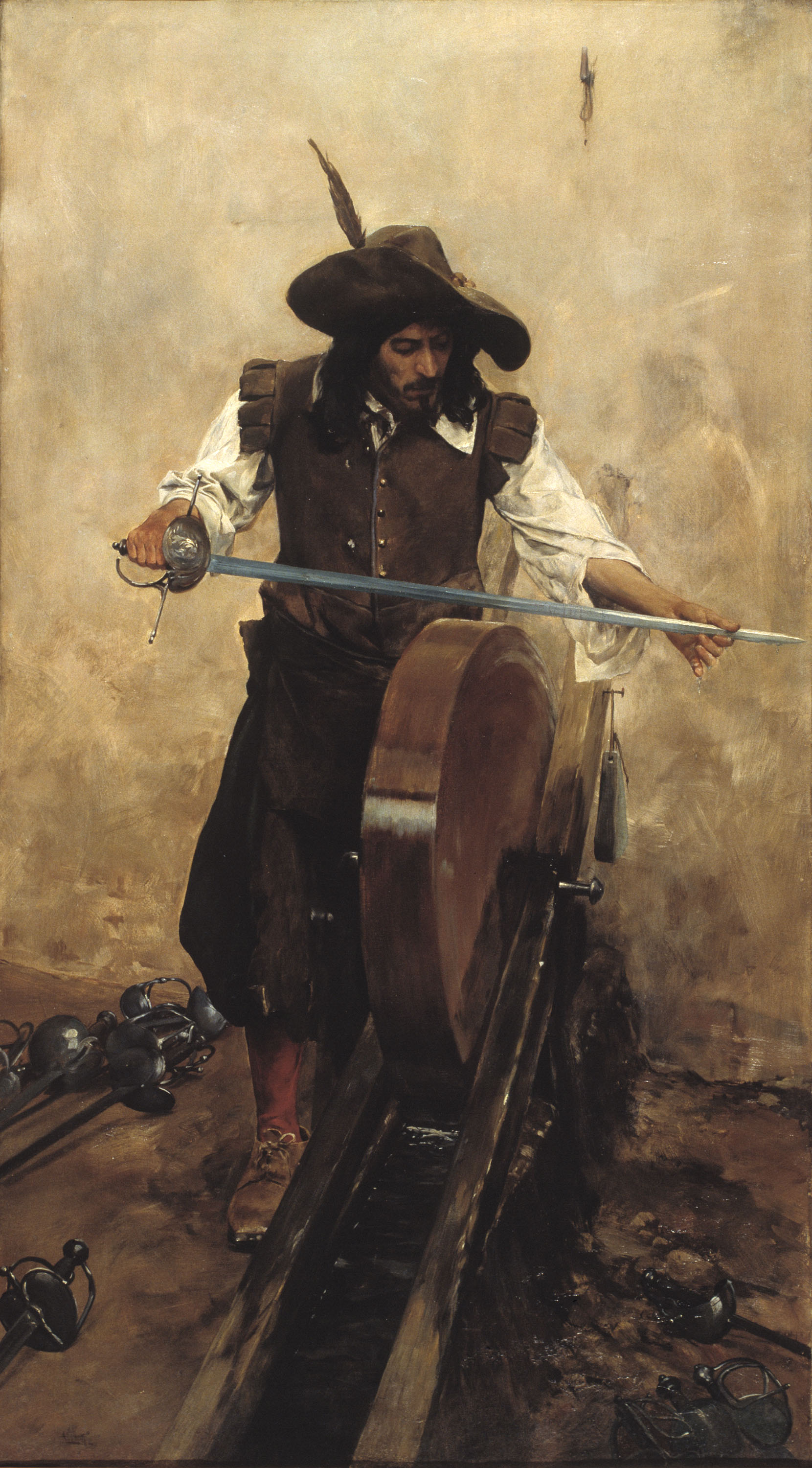
砥ぎ師 カタルーニャ美術館蔵